# Athlītikos Omilos Foinikas Syrou
L'Athlītikos Omilos Foinikas Syrou è una società di pallavolo maschile, avente sede a Syra e militante nel massimo campionato greco, la Volley League.

## Storia
L'Athlītikos Omilos Foinikas Syrou viene fondato nel 1981, all'interno della omonima società polisportiva, diventandone nel corso degli anni la sezione di punta. Nel 2005 il club raggiunge la serie cadetta, impiegando tre sole annate a raggiungere la A1 League, nella quale debutta nella stagione 2008-09, chiusa in quinta posizione. Grazie a questo piazzamento il club debutta in una competizione europea, la Challenge Cup, dove tuttavia esce di scena al primo turno; le cose vanno male anche in campionato, chiudendo l'annata con una retrocessione.
Dopo una sola annata in serie cadetta, il Foinikas Syrou è nuovamente in massima serie, ora denominata Volley League: nel corso della stagione si aggiudica prima la Coppa di Lega e poi raggiunge prima finale scudetto, persa a tavolino in gara 5. Nella stagione seguente il club raggiunge la finale di Coppa di Grecia, mentre in Challenge Cup non va oltre il secondo turno, per poi chiudere in quinta piazza il campionato.
Nel campionato 2013-14 il Foinikas Syrou gioca ancora una finale, quella di Coppa di Lega. Nel campionato seguente invece si classifica al terzo posto.

## Rosa 2021-2022
| N° | Nome                    | Ruolo | Data di nascita  | Nazionalità sportiva |
| -- | ----------------------- | ----- | ---------------- | -------------------- |
| 1  | Peter Michalovič        | O     | 26 maggio 1990   | Slovacchia           |
| 2  | Giōrgos Papalexiou      | C     | 28 agosto 1999   | Grecia               |
| 3  | Dīmītrīs Pochanīs       | O     | 28 luglio 1997   | Grecia               |
| 4  | Dīmītrīs Kōnstantinidīs | L     | 5 agosto 1993    | Grecia               |
| 5  | Raydel Hierrezuelo      | P     | 14 luglio 1987   | Cuba                 |
| 6  | Deivid Costa            | C     | 26 aprile 1988   | Brasile              |
| 7  | Kōstas Kapetanidīs      | S     | 24 marzo 1999    | Grecia               |
| 8  | Theodosīs Īlias         | P     | 20 maggio 1995   | Grecia               |
| 9  | Nikos Papaggelopoulos   | C     | 17 novembre 1988 | Grecia               |
| 10 | Markos Galiōtos         | P     | 23 agosto 1996   | Grecia               |
| 11 | Giōrgos Tzioumakas      | O     | 23 gennaio 1995  | Grecia               |
| 12 | Mitar Đurić             | C     | 25 aprile 1989   | Grecia               |
| 13 | Andreas Fragkos         | S     | 21 dicembre 1989 | Grecia               |
| 14 | Žiga Štern              | S     | 2 gennaio 1994   | Slovenia             |
| 15 | Vasilīs Karasavvidīs    | S/L   | 17 marzo 1995    | Grecia               |
| 17 | Panagiōtīs Papadopoulos | S     | 30 aprile 1992   | Grecia               |
| 18 | Nikos Mīlīs             | O     | 4 novembre 1996  | Grecia               |